# پارک ملی بورگهفیل
پارک ملی بورگهفیل (به لاتین: Børgefjell National Park) یک پارک ملی در نروژ است که در Grane واقع شده‌است.

## جغرافیا
این پارک در امتداد مرز با سوئد است. پارک ۱٬۴۴۷ کیلومتر مربع (۵۵۹ متر مربع) وسعت دارد، در سال ۱۹۶۳ تأسیس شد و در سالهای ۱۹۷۳ و ۲۰۰۳ گسترش یافت.